# Kerstin Köppen
Kerstin Köppen (24 novembre 1967) è un'ex canottiera tedesca.

## Palmarès

### Olimpiadi
- 2 medaglie:
  - 2 ori (Barcellona 1992 nel due di coppia; Atlanta 1996 nel quattro di coppia)

### Mondiali
- 3 medaglie:
  - 3 ori (Tasmania 1990 nel quattro di coppia; Vienna 1991 nel quattro di coppia; Tampere 1995 nel quattro di coppia)